# قلعه اشباح (فیلم بریتانیایی ۱۸۹۷)
قلعه اشباح (انگلیسی: The Haunted Castle) یک فیلم گمشده فرضی بریتانیایی در سال ۱۸۹۷ است. این فیلم صامت و کوتاه را در برخی از فیلم‌شناسی‌ها به جرج آلبرت اسمیت کارگردان پیشگام در سینمای بریتانیا نسبت می‌دهند، اما ممکن است این یک شناسایی نادرست از فیلم فرانسوی ژرژ ملی‌یس با همین نام قلعه اشباح باشد.
بسیاری از فیلم‌های اسمیت مضامین فراطبیعی دارند، مانند عکاسی از یک شبح (۱۸۹۸)، گالری تصاویر اشباح (۱۸۹۹)، و فیلم کمدی کوتاه او «مصیبت مری جین» (۱۹۰۳). او همچنین نسخه ای از افسانه فاوست را فیلمبرداری کرد. فیلمی به نام قلعه اشباح، که ظاهراً توسط اسمیت در دسامبر ۱۸۹۷ منتشر شده، در کاتالوگ فیلم بریتانیا در سال ۱۹۷۳ به او نسبت داده شده.
با این حال، جان بارنز، مورخ سینما، با مطالعه کتاب‌هایی که در مورد فیلم‌های بریتانیا در سال ۱۸۹۷ بودند، به این نتیجه رسید که عنوان به فیلمی از ملی‌یس اشاره دارد که از ماه مه همان سال در انگلستان اکران شده بود. فیلم قلعه اشباح متعلق به ملی‌یس در سال ۱۸۹۷ در بریتانیا اکران شد. (این فیلم بازسازی فیلم قبلی ملی‌یس، خانه شیطان بود که در زمستان ۱۸۹۶–۱۸۹۷ ساخته شده بود)